# Міра Кубашіньська
Міра Кубашіньська (пол. Mira Kubasińska; 8 вересня 1944, Bodzechów — 25 жовтня 2005, Отвоцьк) — польська співачка, вокалістка блюз-рок гурту Breakout.
Вчилась і розвивала свої музичні здібності в Островці-Свентокшиському, між іншим в гурті пісні і танцю, який діяв у місцевому домі культури. Перед ширшою публікою з'явилась у віці 8 років, коли виграла одну з нагород програми «Mikrofon dla wszystkich» (Мікрофон для всіх). Виступала в ряшівському кабареті Porfirion. У 1963 році разом з Тадеушем Налепою виступала на II «Фестивалі молодих талантів» в Щецині. Славу здобула під час виступів в складі гурту Blackout (з 1965 року), який пізніше було названо Breakout. Її найбільші і найвідоміші хіти входять до першої платівки групи Breakout, яка називалась Na drugim brzegu tęczy (На іншому березі веселки). Це були твори: Na drugim brzegu tęczy, Poszłabym za tobą (Пішла б за тобою), Gdybyś kochał, hej (Якби ти кохав, хей). Взяла також участь в записі платівок 70A, Mira, Ogień (Вогонь), NOL (НЛО), Żagiel ziemi (Вітрило землі), ZOL (ВЛО, Визначений Літаючий Об'єкт).
Після розпаду гурту у 1982 році Кубашіньська відійшла від естради, часом з'являючись на музичних вечірках пам'яті, як наприклад Old Rock Meeting у Лісовій опері в Сопоті, яка відбувалась у 1986 і 1987 роках. З 1994 року постійно співпрацювала зі щецинським гуртом After Blues. На початку спільно з гуртом освіжила свої твори часів Breakout, пізніше також почала співати нові композиції. В 90-х і на початку XXI ст. брала участь у концертах з гуртами Kasa Chorych, K.G. Band i Bluesquad.
Останній концерт дала 15 жовтня 2005 року на Bluesad в Щецині. 22 жовтня 2005 року близько 11 години артистка потрапила до лікарні. Через 3 дні, 25 жовтня близько 18 години, померла внаслідок інсульту. Незадовго перед смертю розпочала роботу над сольним альбомом, який мав стати ознакою її офіційного повернення на музичну сцену. Похована на кладовищі в Отвоцьку.
В Островці-Свентокшиському щорічно відбувається блюзо-роковий фестиваль «Wielki Ogień» (Великий Вогонь) в пам'ять Міри Кубашіньської. В Отвоцьку проходять Zaduszki Bluesowe im. Miry Kubasińskiej.
Мисткиня була першою дружиною Тадеуша Налепи, засновника гуртів Blackout i Breakout. Одружились у 1964 році у Валбжиху. Мали сина Петра Налепу, який захоплювався грою на гітарі. Через 20 років у другому шлюбі народила сина Конрада Кочика.